# Oesling

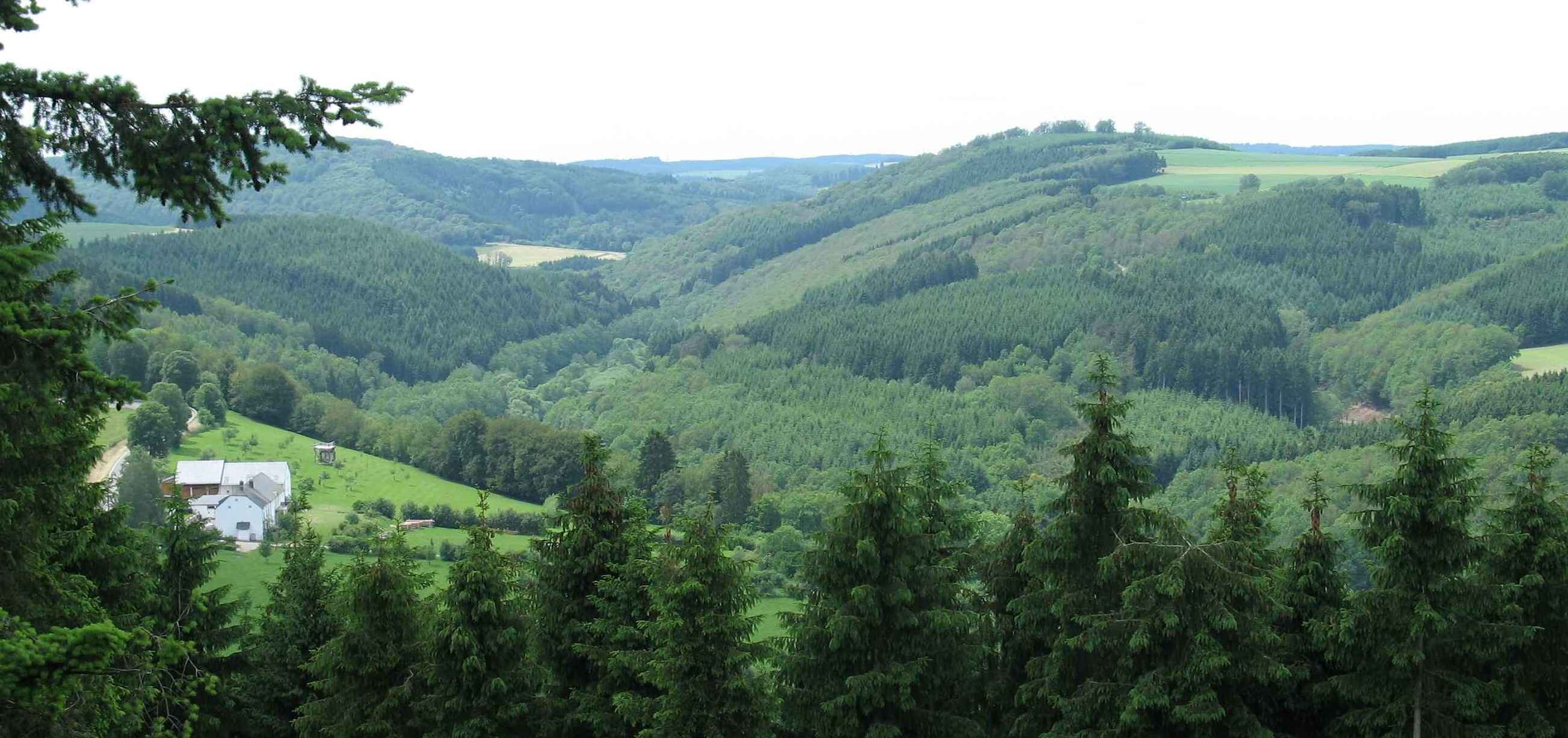
Krajina v Oeslingu

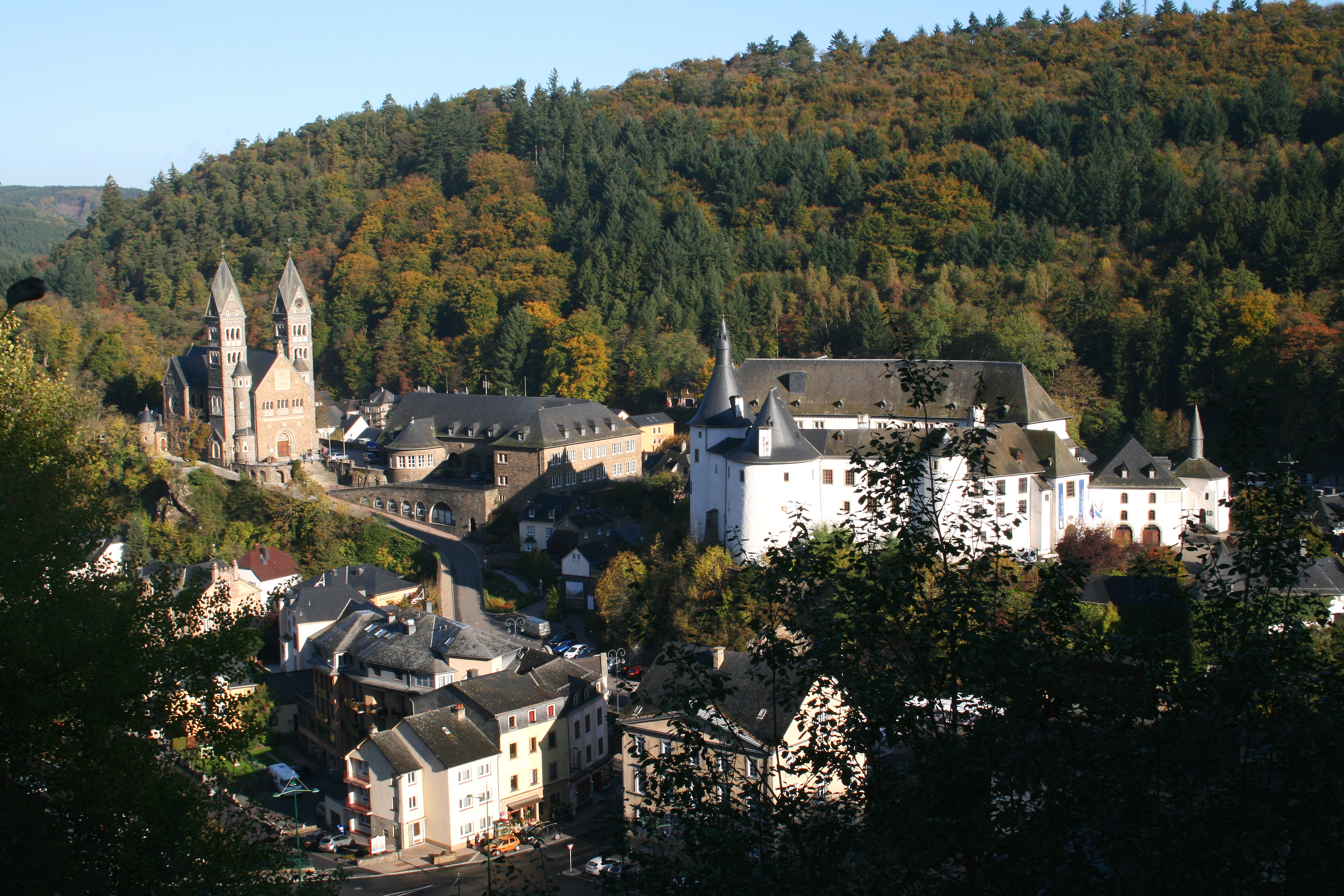
Clervaux

Oesling (německy Ösling, lucembursky Éislek, nizozemsky Eeslek) je region v západní Evropě, který tvoří severní třetinu lucemburského území a zasahuje také na území německé spolkové země Porýní-Falc. Název pochází podle historika Nika Weltera z keltského výrazu osninga, který znamená pohoří.

## Geografie
Oblast pokrývají Ardeny a Eifel, nadmořská výška se pohybuje od 400 metrů po nejvyšší vrchol Lucemburska Kneiff (560 m n. m.). Protéká jí řeka Sauer a její přítoky Our, Blees a Wiltz, vytvářející hluboká údolí a četné meandry. Oblast má drsnější klima, je chudší a podstatně méně lidnatá než jiholucemburský Gutland (Dobrá země), tradičně žila v jisté izolaci. Původním způsobem obživy místních obyvatel byla těžba břidlice a výroba třísla z dubové kůry. Největším městem je Wiltz se šesti tisíci obyvateli, dalšími významnými sídly jsou Clervaux a Vianden.

### Fauna a flóra
Převažují dubové lesy nazývané v místním nářečí Louhhecken, ve 20. století byly vysazovány i jehličnaté stromy. Žije zde bobr evropský, kočka divoká, jeřábek lesní nebo čáp černý, roste vzácný koniklec německý. V roce 1999 byl vyhlášen první přírodní park v Lucembursku Uewersauer.

## Historie
Na konci druhé světové války zde probíhala bitva v Ardenách. Významnými památkami jsou středověké hrady Clervaux a Bourscheid. Nedaleko Viandenu na řece Our byla v roce 1962 uvedena do provozu velká přečerpávací vodní elektrárna. Místní kulinářskou specialitou je šunka Éisleker Ham.